# Luther Orlando Emerson
Luther Orlando Emerson (Parsonsfield, Maine, 3 d'agost de 1820 – Cambridge, Massachusetts, 29 de setembre de 1915) fou un organista i musicòleg estatunidenc.
Va estudiar al Seminari i l'Acadèmia Parsonsfield Effingham, originalment tenia la intenció de ser metge. Més tard va estudiar música amb Isaac Woodbury. Va ensenyar durant vuit anys a Salem. Després es va exercir com a organista i director musical en diverses esglésies a Massachusetts, i va ser el director del voltant de 300 festivals i convencions musicals.
Emerson va compilar diverses col·leccions de música de l'església, entre ells:
- La col·lecció de Romberg (1853);
- La corona d'or (1857);
- L'arpa d'or (1858);
- L'Harmonia de repòs (1860);
- L'arpa de Judá (1863);
- Feliç Chimes (1865);
- Jubilate (1866);
- Vocal Melody d'Emerson, La Veu de Culte (1879);
- Himnes de Lloança (1886).

La melodia Sessions és una de les seves més perdurable. Junt al musicòleg estatunidenc William Mathews van publicar l'any 1870 Emerson Organ Method.